# Jason Mraz
Jason Mraz (pronunție în engleză ['dʒeɪsən ˈɱɹæz]; n. 23 iunie 1977, Mechanicsville⁠(d), Comitatul Hanover, Virginia, SUA) este un cântăreț și textier american. Stilul său are o mare varietate. El folosește elemente Pop, Rock, Folk, Reggae.
Artistul a urmat cursurile American Musical and Dramatic Academy din New York, unde a studiat pentru scurt timp teatrul timp în care s-a și îndrăgostit de muzică.
La vârsta de 25 de ani și-a lansat albumul de debut Waiting for My Rocket to Come ajungând pe locul 55 în Billboard Hot 200, moment în care lumea muzicală a început să se uite cu interes la el. Astfel a început să-și pună bazele unei cariere solide și numele lui a devenit din ce în ce mai căutat de diverși organizatori de spectacole. În 2007, Chris Richardson, concurent la emisiunea pentru descoperirea noilor talente, alege să interpreteze Geek in the Pink, o piesă de pe al doilea album al lui Jason Mraz. 
După lansarea celui de-al treilea album, We Sing. We Dance. We Steal Things în 2008, s-a făcut cunoscut și în Europa.
Piesa „I'm Yours”, lansată în 2008 și cuprinsă pe noul album reprezintă cheia succesului său. A devenit cea mai difuzată piesă în SUA și a primit și o nominalizare la categoria „Cântecul anului” și „Cea mai bună interpretare pop masculină” la ediția cu numărul 51 a Premiilor Grammy din 2009.
Artistul deține o fermă de avocado în Bonsall, nordul San Diego-ului. El susține de asemenea cauzele umanitare.

## Discografie

### Albume

#### Studio-Albume
- Waiting for My Rocket to Come (2002)
- Mr. A-Z (2005)
- We Sing. We Dance. We Steal Things. (2008)

#### Independent EPs și Demos
- A Jason Mraz Demonstration (1999)
- Live at Java Joe’s (2001)
- From the Cutting Room Floor (2001)
- Sold Out (In Stereo) (2002)
- The E Minor EP in F (2002)
- We Sing (2008)
- We Dance (2008)
- We Steal Things (2008)

#### Major-Label
- Tonight, Not Again: Jason Mraz Live at the Eagles Ballroom (2004) (CD/DVD)
- Wordplay EP (2005)
- Extra Credit EP (2005) (Digital EP)
- Jimmy Kimmel Live: Jason Mraz EP (2005) (iTunes)
- Geekin’ Out Across the Galaxy (2006) (Digital Live EP)
- Selections for Friends (2007) (Digital Live EP)

### 
- I Melt with You, de pe Soundtrack filmului 50 erste Dates (2004)
- Summer Breeze, de pe Soundtrack a seriei de TV Everwood (2004)
- Curbside Prophet, de pe Soundtrack al filmului Films Ein verrückter Tag in New York (2004)
- Shy That Way, mit Tristan Prettyman de pe albumul twentythree (2005)
- Good Old-Fashioned Lover Boy, de pe albumul Killer Queen: A Tribute to Queen (2005)
- Keep On Hoping, mit Raul Midón de pe albumul State of Mind (2005)
- A Hard Rain’s a-Gonna Fall, din albumul Listen to Bob Dylan: A Tribute (2005)
- Winter Wonderland, de pe albumul Sounds of the Seasons: the NBC Holiday Collection (2005)
- The Joker/Everything I Own, in duet pe Soundtrack-ul filmului Happy Feet cu Chrissie Hynde (2006)
- Slummin' in Paradise, Background-Vocals pentru Mandy Moore, de pe albumul Wild Hope (2007)

### Singles
| Anul | Titlu                        | Top | Top | Top | Top | Top | Album                              |
| Anul | Titlu                        | UK  | US  | DE  | AT  | CH  | Album                              |
| ---- | ---------------------------- | --- | --- | --- | --- | --- | ---------------------------------- |
| 2003 | The Remedy (I Won't Worry)   | -   | 15  | -   | -   | -   | Waiting for My Rocket to Come      |
| 2004 | Curbside Prophet             | -   | -   | -   | -   | -   | Waiting for My Rocket to Come      |
| 2004 | You and I Both               | -   | -   | -   | -   | -   | Waiting for My Rocket to Come      |
| 2005 | Wordplay                     | -   | 81  | -   | -   | -   | Mr. A-Z                            |
| 2005 | Geek in the Pink             | -   | -   | -   | -   | -   | Mr. A-Z                            |
| 2007 | The Beauty in Ugly           | -   | -   | -   | -   | -   | (nici un album)                    |
| 2008 | I'm Yours                    | -   | 6   | 8   | 2   | 6   | We Sing, We Dance, We Steal Things |
| 2008 | Lucky (feat. Colbie Caillat) | -   | 82  | -   | -   | -   | We Sing, We Dance, We Steal Things |

## Premii și nominalizări
| Anul | Award                                                                         |
| ---- | ----------------------------------------------------------------------------- |
| 2002 | San Diego Music Awards - Best Acoustic (Câștigat)                             |
| 2003 | San Diego Music Awards - Artist of the Year (Câștigat)                        |
| 2003 | San Diego Music Awards - Song of the Year (Câștigat)                          |
| 2003 | San Diego Music Awards - Artist of the Year (Câștigat)                        |
| 2005 | Grammy Award - Best Engineered Album, Non-Classical for Mr. A-Z (Nominalizat) |

## Trivia
- Numele său (Mraz) vine din slavă și înseamnă ger.
- Während seiner High-School-Zeit war Jason als Cheerleader aktiv.[3]